# Římskokatolická farnost Dalešice
Římskokatolická farnost Dalešice je územní společenství římských katolíků v Dalešicích, s farním kostelem sv. Petra a Pavla.

## Území farnosti
Do farnosti náleží území těchto obcí:
- Dalešice s kostelem sv. Petra a Pavla a kaplí svatého Kříže,
- Slavětice s kaplí Panny Marie Bolestné,
- Stropešín s kaplí Nanebevzetí Panny Marie.

## Historie farnosti
Kostel pochází přibližně ze 14. století, založen měl být knížetem Litoldem. Jedním z prvních farářů měl být Bohobud z Dalešic. Již v tu dobu byl součástí kostela i klášter, snad klášter kajícnic sv. Máří Magdaleny. Klášter pak byl Prokopem Holým v roce 1430 vypálen. V roce 1546 získal klášter a kostel Karel ze Žerotína a ten jej pak v roce 1553 prodal Burianovi z Osovice a Doubravice. Později byl klášter pronajmut Jindřichovi Kralickému a kolem roku 1560 klášter i s kostelem zanikly. Kostel tak převzali protestanti a ti jej tak ovládali až do roku 1612. Kostel byl později přestavěn do současné podoby, rekonstrukce proběhla v roce 1902.

## Duchovní správci
Administrátorem excurrendo byl od roku 2000 R. D. Petr Holý. Po něm v srpnu 2016 nastoupil jako administrátor excurrendo R. D. Mgr. Michal Seknička, administrátor z valečské farnosti.
Toho od 1. srpna 2021 vystřídal R.D. Mgr. Štěpán Trčka.

## Bohoslužby
| Kostel            | Místo    | Bohoslužba (den) | Hodina                         | Poznámka     |
| ----------------- | -------- | ---------------- | ------------------------------ | ------------ |
| sv. Petra a Pavla | Dalešice | neděle čtvrtek   | 9.30 17.00 (zima)/18.00 (léto) | farní kostel |

## Aktivity ve farnosti
Dnem vzájemných modliteb farností za bohoslovce a bohoslovců za farnosti brněnské diecéze je 16. září. Adorační den připadá na 7. února.
Ve farnosti se pravidelně koná tříkrálová sbírka. V roce 2017 činil její výtěžek v Dalešicích 14 329 korun.